# إميل فرانتز
إميل فرانتز (بالفرنسية: Emile Frantz)‏ هو مصارع ‏ لوكسمبورغي، ولد في 19 مايو 1910، وتوفي في 22 مايو 1996.

## وصلات خارجية
- إميل فرانتز على موقع أوليمبيديا (الإنجليزية)